# Baghdad Bounedjah
Baghdad Bounedjah (Oran, 24 november 1991) is een Algerijns voetballer die doorgaans als centrumspits speelt. Bounedjah speelt sinds december 2015 bij Al-Sadd. Tijdens het Afrikaans kampioenschap voetbal 2019 wist hij ook als enige te scoren in de finale tussen Senegal en Algerije. Zijn doelpunt is tevens ook het snelste doelpunt ooit in een Afrikaanse finale.

## Erelijst
Étoile du Sahel
- Coupe de Tunisie: 2014, 2015
- CAF Confederation Cup: 2015

 Al-Sadd
- Qatar Stars League: 2018/19, 2020/21
- Qatar Cup: 2017, 2020, 2021
- Emir of Qatar Cup: 2017, 2020
- Qatari Super Cup: 2017, 2019

 Algerije
- CAF Africa Cup of Nations: 2019